# واحد چینه‌شناسی

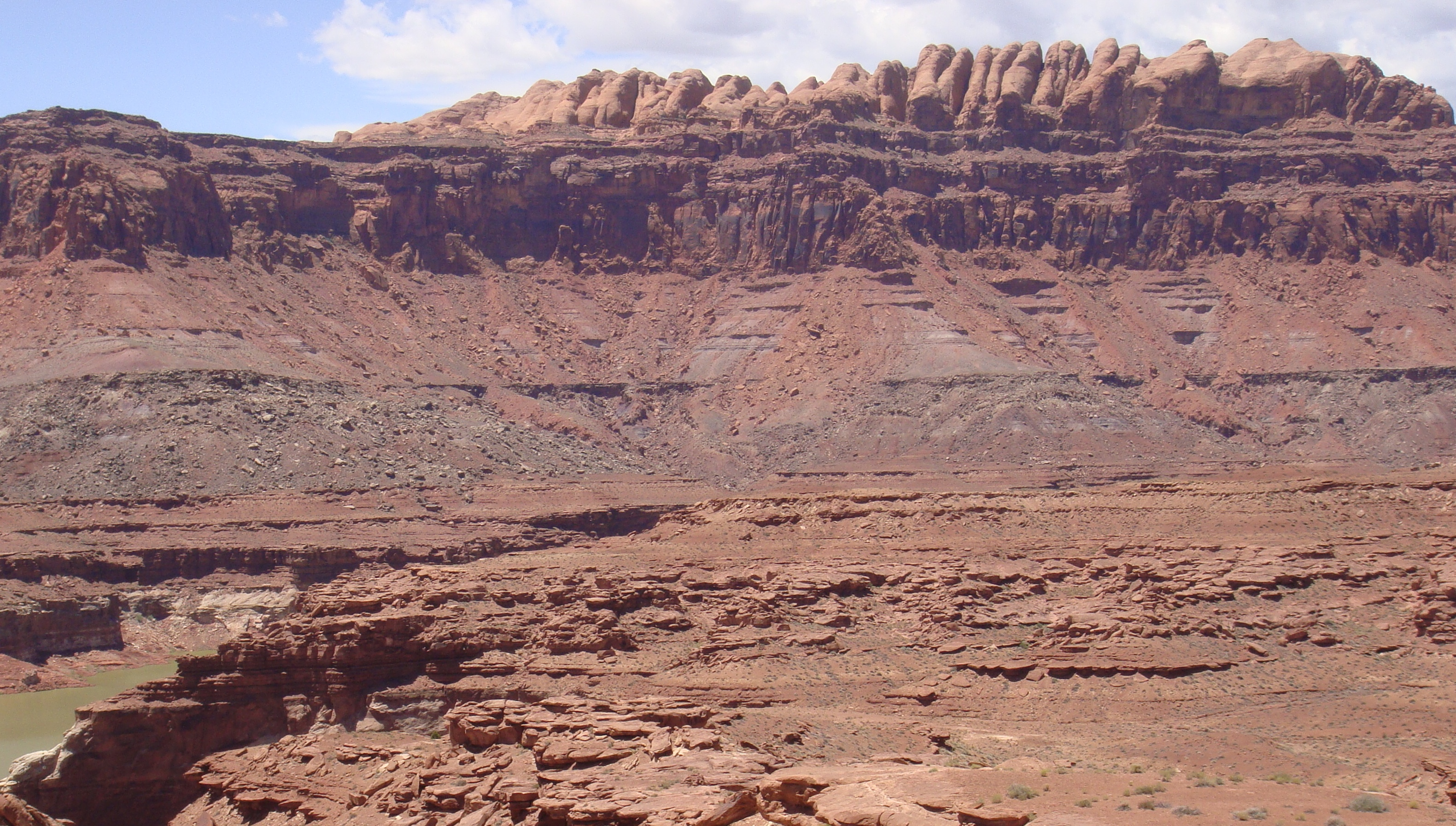
ناحیه فلات کلورادو در جنوب‌شرقی ایالت یوتا، لایه های سنگی دوره‌های پرمین و ژوراسیک زمین‌شناسی در تصویر مشخص است.

واحد چینه‌شناسی، حجم سنگ یا یخ خاستگاهی قابل تشخیص با دامنه سنی مرتبطی است که با ویژگی‌های (رخساره) سنگ نگاری و دیرینه‌شناسی و سنگ‌شناسی متمایز، غالب و به راحتی قابل تشخیص و ترسیم، که آن را مشخص و توصیف می‌کند، تعریف می‌شود.
واحدها بایستی قابل ترسیم و متمایز از یکدیگر باشند، اما محل برخورد و ارتباط لازم نیست که متمایز باشد. برای مثال، واحد بایستی با عباراتی مانند "وقتی که عناصر تشکیل‌دهنده ماسه‌سنگ از مرز ۷۵ درصد بیشتر شد (تجاوز کرد)" تعریف شود.
انواع واحدهای زمین‌شناسی، در حالت کلی می‌تواند به سه دسته تقسیم شود :
1. سنگ‌چینه‌شناسی
2. شیمی‌چینه‌شناسی
3. زیست‌چینه‌شناسی

## واحدهای سنگ‌چینه‌شناسی
واحدهای سنگ‌شناسی یکی از تقسیمات چینه‌شناسی است که ارزش محلی داشته و در نقاطی که تغییرات سنگ‌شناسی در آن آشکار باشد، می‌توان استفاده نمود. این واحدها بر پایه ویژگی‌های عمومی سنگ‌شناختی از قبیل خواص فیزیکی ، موقعیت چینه‌شناسی، صفات اختصاصی و سایر خصوصیات سنگ‌شناسی است. این تقسیم‌بندی با توجه به خواص سنگ‌ها و بدون در نظر داشتن زمان تنظیم شده‌است.
واحدهای سنگ‌چینه‌شناسی بر اساس اندازه از کوچک به بزرگ شامل لایه (بستره، طبقه)، بخش (عضو)، سازند، گروه و ابرگروه است.

### لایه
لایه (Bed) کوچک‌ترین واحد تقسیمات سنگ‌شناسی است که معمولاً به‌وسیله فسیل‌های شاخص یا سنگ‌شناسی خاص شناخته می‌شود.

### بخش
بخش (Member)، از تقسیمات کوچکتر سازند است، یک سازند ممکن است از نظر سنگ‌شناختی به واحدهای کوچکتری به نام بخش تقسیم گردد (مانند بخش گوری).

### سازند
سازند (Formation) مهم‌ترین واحد تقسیمات سنگ‌شناسی است. به‌طور کلی سازند به مجموع لایه‌هایی گفته می‌شود که دارای ترکیب سنگ‌شناسی مشخص بوده و در سطح نسبتاً وسیعی گسترش و امتداد داشته، حد فاصل آن با لایه‌های زیرین و بالایی کاملاً مشخص باشد، همچنین زمان رسوب‌گذاری در طول امتداد آن یکسان و قابل نقشه‌برداری باشد (مانند سازند آسماری).

### گروه
گروه (Group) به مجموعه دو یا چند سازند گفته می‌شود. گروه معمولاً به وسیله دگرشیبی‌های مشخص ، محدود می‌گردد (مانند گروه فارس).

### ابرگروه
ابرگروه (Super Group) به مجموع دو یا چند گروه گفته می‌شود. کاربرد ابرگروه چندان معمول نیست.

## واحدهای زیست‌چینه‌شناسی
در این تقسیم‌بندی سنگ‌ها را بر اساس فسیل‌های موجود در آن دسته‌بندی می‌کنند. تنها عامل برقراری یک بیوزون (Biozone) بر اساس یک یا مجموعه‌ای از فسیل‌های آن سنگ است که آن را از سنگ‌های مجاور جدا می‌کند. در زیست‌چینه‌شناسی نوع سنگ مهم نبوده و بر مبنای تجمع و ظهور گونه‌های فسیلی واحدها تشکیل می‌گردند. حد فاصل بیوزون‌ها شامل لایه‌های بین پایین‌ترین و بالاترین لایه‌های ظهور چینه‌شناسی یک یا دو فسیل مشخص می‌گردد.